# Armadillo obliquedens
Armadillo obliquedens är en kräftdjursart som beskrevs av Barnard 1932. Armadillo obliquedens ingår i släktet Armadillo och familjen Armadillidae. Inga underarter finns listade i Catalogue of Life.